# Argélia-Argentina em futebol
Argélia-Argentina em futebol refere-se ao confronto entre as seleções da Argélia e da Argentina no futebol.

## Histórico
Histórico do confronto entre Argélia e Argentina no futebol profissional, categoria masculino:
| Data               | Cidade            | Jogo                | Resultado | Competição    |
| 5 de junho de 2007 | Barcelona Espanha | Argélia - Argentina | 3 - 4     | jogo amigável |

## Estatísticas
- Atualizado até 15 de julho de 2014 [2]

| Equipe    | Jogos | Vitórias | Empates | Gols marcados |
| --------- | ----- | -------- | ------- | ------------- |
| Argélia   | 1     | 0        | 0       | 3             |
| Argentina | 1     | 1        | 0       | 4             |

### Números por competição
| Competição    | Jogos | Vitórias da Argélia | Empates | Vitórias da Argentina | Gols da Argélia | Gols da Argentina |
| ------------- | ----- | ------------------- | ------- | --------------------- | --------------- | ----------------- |
| Jogo amigável | 1     | 0                   | 0       | 1                     | 3               | 4                 |
| Total         | 1     | 0                   | 0       | 1                     | 3               | 4                 |

### Artilheiros
- Atualizado até 15 de julho de 2014

| Gols   | Argélia       | Argentina                       |
| ------ | ------------- | ------------------------------- |
| 2 gols | Nadir Belhadj | Lionel Messi                    |
| 1 gol  | Antar Yahia   | Carlos Tévez, Esteban Cambiasso |
| Total  | 3             | 4                               |